# 미하우 제브로프스키
미하우 제브로프스키(폴란드어: Michał Jan Żebrowski, 1972년 6월 17일 ~ )는 폴란드의 배우이자 가수이다.